# Теорема Минковского о многогранниках
Теорема Минковского о многогранниках — общее название двух теорем о существовании и единственности замкнутого выпуклого многогранника с заданными направлениями и площадями граней.
| Теорема единственности Минковского: Если между гранями двух замкнутых выпуклых многогранников установлено взаимно-однозначное соответствие так, что (i) единичные нормали к соответствующим граням совпадают и (ii) площади соответствующих граней одинаковы, то многогранники получаются один из другого параллельным переносом (и, в частности, они конгруэнтны). |

Несложно доказать, что если {\displaystyle {\mathbf {n} }_{1},\dots ,{\mathbf {n} }_{k}} — единичные векторы внешних нормалей к граням выпуклого многогранника и {\displaystyle S_{1},\dots ,S_{k}} — площади соответствующих граней, то {\displaystyle S_{1}{\mathbf {n} }_{1}+\ldots +S_{k}{\mathbf {n} }_{k}={\mathbf {0} }}. Следующая теорема показывает, что указанное условие является единственным, связывающим площади граней и нормали к ним:
| Теорема существования Минковского: Если {\displaystyle {\mathbf {n} }_{1},\dots ,{\mathbf {n} }_{k}} — произвольные единичные векторы, не все направленные в одно полупространство, и {\displaystyle S_{1},\dots ,S_{k}} — произвольные положительные числа, причём {\displaystyle S_{1}{\mathbf {n} }_{1}+\ldots +S_{k}{\mathbf {n} }_{k}={\mathbf {0} }}, то существует выпуклый многогранник, для которого векторы {\displaystyle {\mathbf {n} }_{1},\dots ,{\mathbf {n} }_{k}} (и только они) являются векторами внешних единичных нормалей к граням, а числа {\displaystyle S_{1},\dots ,S_{k}} являются площадями граней. |

## Комментарии
- Обе теоремы доказаны Германом Минковским в 1897 году[1]. Они понадобились ему для создания математических основ кристаллографии[2].
- Обе теоремы Минковского верны во всех евклидовых пространствах размерности 2 и выше[3][4].
- Теоремы обобщаются на случай произвольных выпуклых поверхностей, см. Задача Минковского
- При некоторых ограничениях подобные теоремы верны и для невыпуклых многогранников[5].
- В трёхмерном пространстве обобщением теоремы единственности Минковского служит теорема Александрова о выпуклых многогранниках, утверждающая, что «Если у двух выпуклых многогранников все пары параллельных граней таковы, что ни одну грань нельзя поместить внутри другой параллельным перенесением, то такие многогранники равны и параллельно расположены».
- Одним из следствий является теорема Александрова — Шепарда — Макмюллена о том, что выпуклый многогранник с центрально-симметричными гранями сам является центрально-симметричным.